# Otto Andreas Lowson Mørch
Pour les articles homonymes, voir Mørch.
Otto Andreas Lowson Mørch (ou Mörch) est un malacologiste suédo-danois, né le 17 mai 1828 et mort le 25 janvier 1878.
Il fait paraître des catalogues de conchyliologie et de malacologie à partir des collections du musée de zoologie de Copenhague où il est l’assistant de Japetus Steenstrup (1813-1897), directeur du département de malacologie. Passionné dès son jeune âge par les coquillages, il obtient un titre de docteur honorifique en 1868 décerné par l’université de Göttingen. Il souffre durant de nombreuses années de tuberculose et se rend à Nice.

## Source
- (en) BEMON